# Hydrochorea
Hydrochorea là một chi thực vật có hoa trong họ Đậu.